# Márton Pápai
Márton Pápai (* 10. April 1995) ist ein ungarischer Leichtathlet, der sich auf den Mittelstreckenlauf spezialisiert hat.

## Sportliche Laufbahn
Erste internationale Erfahrungen sammelte Márton Pápai bei den Crosslauf-Europameisterschaften 2013 in Belgrad, bei denen er in 19:17 min den 64. Platz im U20-Rennen belegte. Bei den Crosslauf-Europameisterschaften 2017 in Šamorín erreichte sie nach 25:58 min Rang 58 im U23-Rennen und 2021 schied er bei den Halleneuropameisterschaften in Toruń mit 3:45,63 min in der ersten Runde im 1500-Meter-Lauf aus. Im Dezember belegte er bei den Crosslauf-Europameisterschaften in Dublin in 18:25 min den sechsten Platz in der Mixed-Staffel.
2015 wurde Pápai ungarischer Meister in der 4-mal-400-Meter-Staffel.

## Persönliche Bestzeiten
- 800 Meter: 1:48,39 min, 13. September 2020 in Budapest
  - 800 Meter (Halle): 1:49,13 min, 23. Februar 2020 in Budapest
- 1500 Meter: 3:41,07 min, 26. Juni 2021 in Debrecen
  - 1500 Meter (Halle): 3:44,30 min, 14. Februar 2021 in Budapest
- 3000 Meter: 8:30,52 min, 29. April 2017 in Tiszaújváros
  - 3000 Meter (Halle): 8:16,90 min, 4. Februar 2017 in Budapest